# Cerquilho

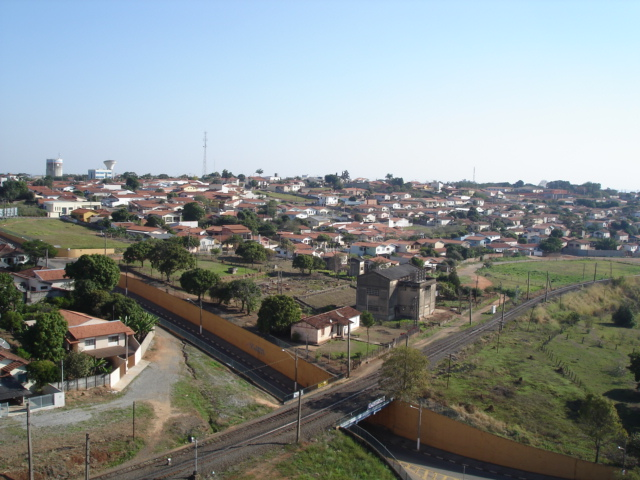
Vedere din Cerquilho

Cerquilho este un oraș din statul federal São Paulo (SP), Brazilia.